# بورنتاون (كارولاينا الجنوبية)
بورنتاون (بالإنجليزية: Burnettown, South Carolina)‏ هي بلدة أمريكية تقع في الولايات المتحدة في مقاطعة أيكن (كارولاينا الجنوبية). يقدر عدد سكانها بـ 2,673 نسمة ومساحتها 15.6 كم2 وترتفع عن سطح البحر 55 متر.

## التركيبة السكانية
حدّد مكتب تعداد الولايات المتحدة بيانات التركيبة السكانية لبورنتاون في تعداد الولايات المتحدة. في ما يلي، التركيبة السكانية حسب تعدادي 2000 و2010.

### تعداد عام 2000
بلغ عدد سكان بورنتاون 2,720 نسمة بحسب تعداد عام 2000، وبلغ عدد الأسر 1,066 أسرة وعدد العائلات 771 عائلة مقيمة في البلدة. في حين سجلت الكثافة السكانية 173.8 نسمة لكل كيلومتر مربع (450.1/ميل2). وبلغ عدد الوحدات السكنية 1,183 وحدة بمتوسط كثافة قدره 75.6 لكل كيلومتر مربع (195.8/ميل2).
وتوزع التركيب العرقي للبلدة بنسبة 86.40% من البيض و11.88% من الأمريكيين الأفارقة و0.26% من الأمريكيين الأصليين و0.59% من الأمريكيين ذوي الأصول الآسيوية و0.26% من الأعراق الأخرى و0.62% من عرقين مختلطين أو أكثر و0.74% من الهسبانيون أو اللاتينيون من أي عرق.
بلغ عدد الأسر 1,066 أسرة كانت نسبة 35.4% منها لديها أطفال تحت سن الثامنة عشر تعيش معهم، وبلغت نسبة الأزواج القاطنين مع بعضهم البعض 57% من أصل المجموع الكلي للأسر، ونسبة 10.6% من الأسر كان لديها معيلات من الإناث دون وجود شريك، بينما كانت نسبة 4.7% من الأسر لديها معيلون من الذكور دون وجود شريكة وكانت نسبة 27.7% من غير العائلات. تألفت نسبة 25.2% من أصل جميع الأسر من عدة أفراد يعيشون في نفس المنزل ونسبة 11.2% كانت تتألف من شخص يعيش بمفرده يبلغ من العمر 65 عاماً أو أكثر. وبلغ متوسط حجم الأسرة المعيشية 2.52، أما متوسط حجم العائلات فبلغ 3.00.
بلغ العمر الوسطي للسكان 37.7 عاماً. وكانت نسبة 24.4% من القاطنين تحت سن الثامنة عشر، وكانت نسبة 8.5% بين الثامنة عشر والرابعة والعشرين عاماً، ونسبة 27.3% كانت واقعةً في الفئة العمرية ما بين الخامسة والعشرين والرابعة والأربعين عاماً، ونسبة 25.5% كانت ما بين الخامسة والأربعين والرابعة والستين، ونسبة 12.9% كانت ضمن فئة الخامسة والستين عاماً فما فوق. يوجد لكل 100 أنثى 101.4 ذكر، ويوجد لكل 100 أنثى في الثامنة عشر من عمرها فما فوق 92.7 ذكر.
بلغ متوسط دخل الأسرة في البلدة 33,140 دولارًا، أما متوسط دخل العائلة فبلغ 38,017 دولارًا. وكان متوسط دخل الذكور 29,063 دولارًا مقابل 22,364 دولارًا للإناث. وسجل دخل الفرد الخاص بالبلدة 15,887 دولارًا. وكانت نسبة 5% من العائلات ونسبة 8.4% من السكان تحت خط الفقر، وكان من هؤلاء نسبة 8.1% تحت سن الثامنة عشر ونسبة 13.7% في الخامسة والستين من العمر وما فوق.

### تعداد عام 2010
بلغ عدد سكان بورنتاون 2,673 نسمة بحسب تعداد عام 2010، وبلغ عدد الأسر 1,042 أسرة وعدد العائلات 726 عائلة مقيمة في البلدة. في حين سجلت الكثافة السكانية 170.8 نسمة لكل كيلومتر مربع (442.4/ميل2). وبلغ عدد الوحدات السكنية 1,186 وحدة بمتوسط كثافة قدره 75.8 لكل كيلومتر مربع (196.3/ميل2).
وتوزع التركيب العرقي للبلدة بنسبة 78.34% من البيض و14.22% من الأمريكيين الأفارقة و0.64% من الأمريكيين الأصليين و0.75% من الأمريكيين ذوي الأصول الآسيوية و4% من الأعراق الأخرى و2.06% من عرقين مختلطين أو أكثر و6.40% من الهسبانيون أو اللاتينيون من أي عرق.
بلغ عدد الأسر 1,042 أسرة كانت نسبة 32.1% منها لديها أطفال تحت سن الثامنة عشر تعيش معهم، وبلغت نسبة الأزواج القاطنين مع بعضهم البعض 51.6% من أصل المجموع الكلي للأسر، ونسبة 11.6% من الأسر كان لديها معيلات من الإناث دون وجود شريك، بينما كانت نسبة 6.4% من الأسر لديها معيلون من الذكور دون وجود شريكة وكانت نسبة 30.3% من غير العائلات. تألفت نسبة 26.7% من أصل جميع الأسر من عدة أفراد يعيشون في نفس المنزل ونسبة 12.8% كانت تتألف من شخص يعيش بمفرده يبلغ من العمر 65 عاماً أو أكثر. وبلغ متوسط حجم الأسرة المعيشية 2.56، أما متوسط حجم العائلات فبلغ 3.09.
بلغ العمر الوسطي للسكان 41.3 عاماً. وكانت نسبة 23.1% من القاطنين تحت سن الثامنة عشر، وكانت نسبة 8.8% بين الثامنة عشر والرابعة والعشرين عاماً، ونسبة 22.9% كانت واقعةً في الفئة العمرية ما بين الخامسة والعشرين والرابعة والأربعين عاماً، ونسبة 29.1% كانت ما بين الخامسة والأربعين والرابعة والستين، ونسبة 16.2% كانت ضمن فئة الخامسة والستين عاماً فما فوق. وتوزع التركيب الجنسي للسكان بنسبة 50.2% ذكور و49.8% إناث.